# 柳州镇南门古城墙
24°18′45″N 109°24′29″E / 24.31250°N 109.40806°E
柳州镇南门古城墙为明代柳州城墙的一部分，位于今柳州市曙光中路。城墙建于明朝洪武十二年（公元1379年）。城池为椭圆形，共有五个城门。其中柳州东门城楼，重修于清代，位于今曙光东路。